# Llista de catenae de (4) Vesta
En aquest article només es mostra els noms oficials aprovats per la Unió Astronòmica Internacional (UAI).
Aquesta és una llista de catenae amb nom de (4) Vesta, el tercer major asteroide del cinturó d'asteroides, descobert el 29 de març de 1807 pel metge i físic alemany Heinrich Wilhelm Olbers. Totes les catenae han estat identificades durant la missió de la sonda espacial Dawn, l'única que ha arribat fins a (4) Vesta fins ara.

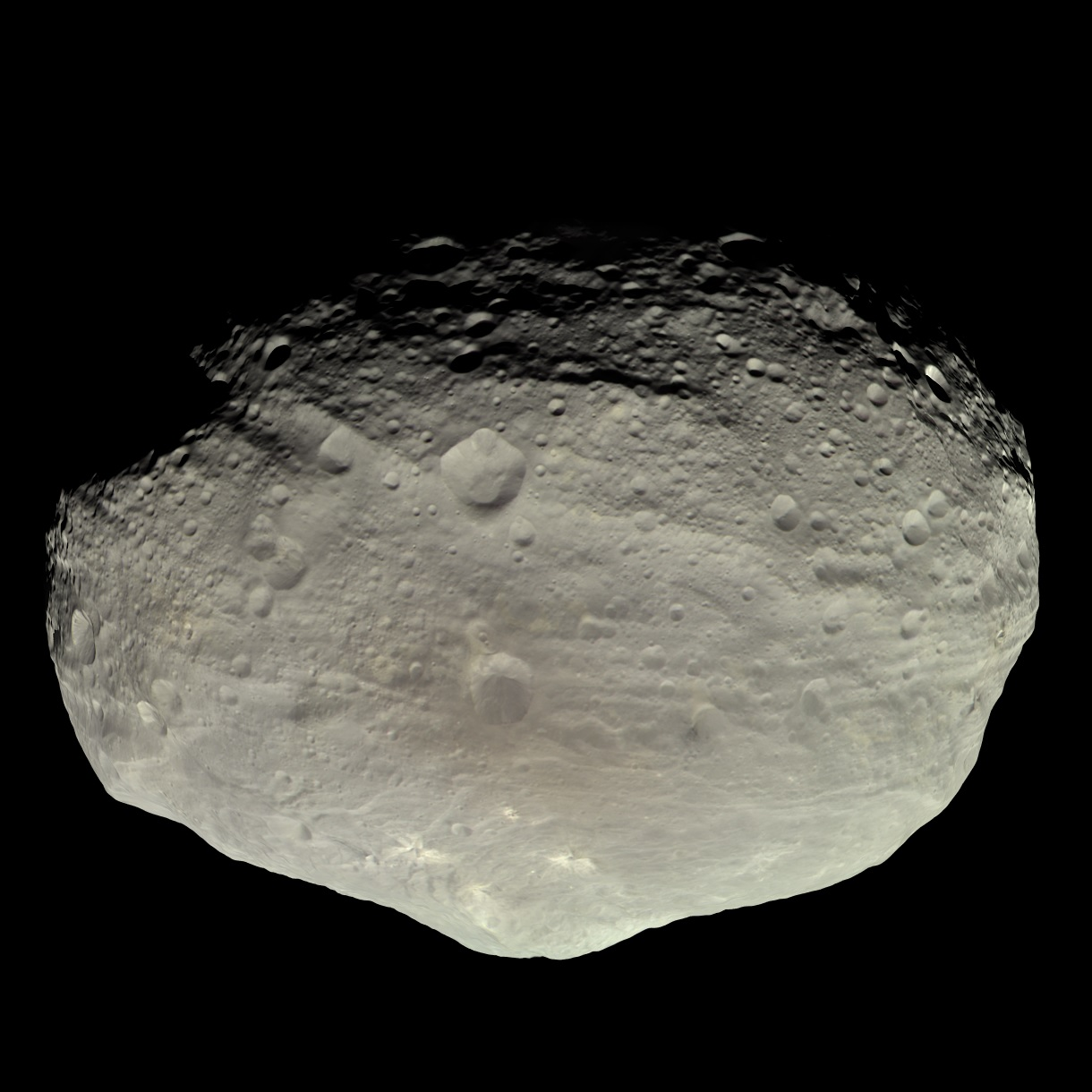
Imatge de (4) Vesta
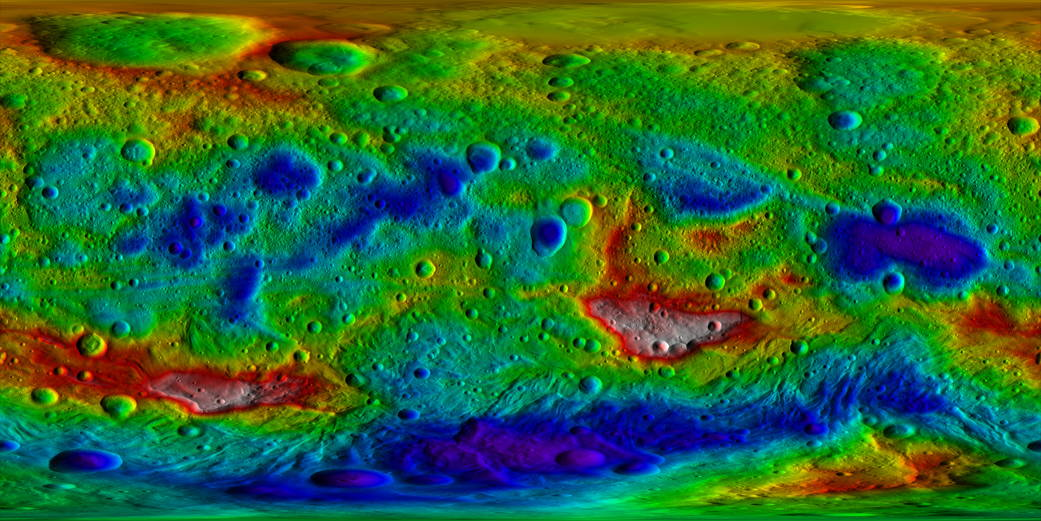
Mapa topogràfic de (4) Vesta

## Llista
Les catenae de (4) Vesta porten el nom de festes romanes o figures associades a la deessa Vesta.
| Catena           | Coordenades                              | Diàmetre (km) | Epònim | Ref.  |
| ---------------- | ---------------------------------------- | ------------- | --- | ----- |
| Albalonga Catena | 7° 10′ S, 287° 23′ O / 7.17°S,287.39°O   | 161,74        | Alba Longa - Antiga ciutat fundada per Ascani. | WGPSN |
| Robigalia Catena | 14° 02′ S, 340° 13′ O / 14.04°S,340.22°O | 79,21         | Robigàlia - Festa romana (25 d'abril) on un gos era sacrificat al déu Robigus per evitar la pols vermella, o floridura, que atacava el blat quan començava a formar-se el gra. | WGPSN |